# NGC 1293
NGC 1293 ist eine Elliptische Galaxie vom Hubble-Typ E0 im Sternbild Perseus am Nordsternhimmel. Sie ist schätzungsweise 191 Millionen Lichtjahre von der Milchstraße entfernt und hat einen Scheibendurchmesser von etwa 50.000 Lichtjahren. Die Entfernungsmessungen basierend auf den Radialgeschwindigkeiten stimmen nicht mit den rotverschiebungsunabhängigen Entfernungsschätzungen von 286 ± 72 Millionen Lichtjahren überein. Sie bildet mit NGC 1294 ein optisches Galaxienpaar und ist Mitglied des Perseushaufens.
Im selben Himmelsareal befinden sich u. a. die Galaxien NGC 1279, NGC 1281, NGC 1282, NGC 1283.
Das Objekt wurde am 17. Oktober 1786 von dem Astronomen Wilhelm Herschel entdeckt.